# Dufourea gilia
Dufourea gilia là một loài Hymenoptera trong họ Halictidae. Loài này được Bohart mô tả khoa học năm 1947.